# Whinton Palma
Whinton Palma (* 13. Oktober 1995) ist ein venezolanischer Leichtathlet, der sich auf den Langstreckenlauf spezialisiert hat.

## Sportliche Laufbahn
Erste Erfahrungen bei internationalen Meisterschaften sammelte Whinton Palma im Jahr 2016, als er bei den Ibero-Amerikanischen Meisterschaften in Rio de Janeiro in 3:49,39 min den sechsten Platz im 1500-Meter-Lauf belegte und über 3000 Meter mit 8:21,67 min auf Rang zehn gelangte. Im Jahr darauf belegte er bei den Juegos Bolivarianos in Santa Marta in 3:50,46 min den fünften Platz über 1500 Meter und 2022 wurde er bei den Juegos Bolivarianos in Valledupar in 14:52,81 min Achter im 5000-Meter-Lauf und erreichte im Halbmarathon mit 1:08:02 h Rang fünf. Im Jahr darauf belegte er bei den Zentralamerika- und Karibikspielen in San Salvador in 30:29,19 min den sechsten Platz über 10.000 Meter.
2016 wurde Palma venezolanischer Meister im 3000-Meter-Lauf sowie 2016 und 2022 über 5000 Meter und 2023 über 10.000 Meter.

## Persönliche Bestleistungen
- 1500 Meter: 3:48,24 min, 22. September 2017 in Barinas
- 3000 Meter: 8:17,71 min, 20. Juni 2024 in Caracas
- 5000 Meter: 14:23,36 min, 29. Juni 2024 in Caracas
- 10.000 Meter: 30:29,19 min, 7. Juli 2023 in San Salvador
- Halbmarathon: 1:06:15 h, 19. März 2023 in Caracas